# Aston Barrett
Pour les articles homonymes, voir Barrett et Familyman.
Aston Barrett, né le 22 novembre 1946 à Kingston (Jamaïque) et mort le 3 février 2024 à Miami (Floride), — souvent appelé Familyman ou encore Fams, — est un bassiste jamaïcain.

## Biographie
Aston Barrett est l'un des frères Barrett, l'autre étant le batteur Carlton « Carly » Barrett, avec qui il est principalement connu pour avoir accompagné The Wailers devenu Bob Marley & The Wailers (après le départ de Peter Tosh et Bunny Wailer du groupe). Même si son frère et lui n'ont jamais arrêté de jouer avec Bob Marley en studio comme en tournée jusqu'à sa mort, ils ont aussi joué pour d'innombrables mythes du reggae jamaïcain tel que Burning Spear, Max Romeo, Horace Andy, The Heptones... et bien sûr pour Peter Tosh et Bunny Wailer après leur départ des Wailers. Son frère et lui sont avec Sly & Robbie la plus mythique des sections rythmiques jamaïcaine.
Il ne tient pas son surnom de « Family Man » par hasard : il est le père de 40 enfants (avec différentes compagnes...).
En 2006, il demande 60 millions de livres sterling de royalties impayées pour son frère décédé et lui, en tant que musicien, par lequel le son des Wailers est né. Il perd finalement le procès.
Roger Steffens, spécialiste de Marley, dit à propos d'Aston Barrett : « Tant qu'il y a Familyman à la basse, le groupe peut s'appeler les Wailers ».

## Discographie partielle

### The Wailers
- Soul Rebels (1970)
- Soul Revolution Part II (1971)
- Catch A Fire (1972)
- Burnin' (1973)
- Never Ending Wailers (1993)

### Bob Marley & The Wailers
- Natty Dread (1974)
- Live! (1975)
- Rastaman Vibration (1976)
- Exodus (1977)
- Kaya (1978)
- Babylon by Bus (1978)
- Survival (1979)
- Uprising (1980)
- Confrontation (1983)

### The Upsetters
- The Upsetters Chapter One (1969)

### The Wailers Band
- I.D. (1989)
- Majestic Warriors (1991)
- Jah Message (1994)
- Live 95-97 My Friends (1997)
- Live At The Maritime Hall (1998)
- Live In Jamaica (2000)
- The Wailers Live (2003) 2CD

### Solo
- Cobra Style : Production From The Wailers Musical Director (Heartbeat, 1999) CD
- Family Man in Dub (Heartbeat, 1999) CD
- Legendary Wailers in Dub (Drummons & Barrett, 2003) CD
- Soul Constitution - Instrumentals & Dub 1971-1982 (Fams, 2018) 2LP/CD